# آسیاب‌سر (قائم‌شهر)
آسیاب‌سر، روستایی از توابع بخش مرکزی شهرستان قائم‌شهر در استان مازندران ایران است.

## جمعیت
این روستا در بالاتجن قرار داشته و براساس آخرین سرشماری مرکز آمار ایران که در سال ۱۳۸۵ صورت گرفته، جمعیت آن ۲۸۱نفر (۷۴خانوار) بوده‌است.

## موقعیت
این روستا در جوار روستاهای سنگتی، استرآباد محله، شاه‌کلا قرار دارد. جاده آسفالته‌ای از کیلومتر ۵ جاده بابل به قائمشهر منفک و پس از عبور از روستای سنگتی به این روستا می‌رسد. این جاده به روستاهای پائین و بالا رستم همجنین استرآباد محله، ولوند و اوجی تالار امتداد می‌یابد.
در این روستا یک کارخانه شالی‌کوبی، چند باب خواربارفروشی و واحد معاملات املاک فعال می‌باشد. شغل غالب مردمان آن کشاورزی و محصول مؤثر تولیدی در آن برنج و مرکبات می‌باشد. بر خی ازساکنین آن مهاجر از منطقه سرخ‌آباد واقع در شهرستان سوادکوه و ایضاً از منطقه کوتنا واقع در شهرستان قائمشهر باشند.
در جنوب غربی این روستا آبندان روستای اوجی تالار قرار دارد که با توجه به مشرف بودن بر شالیزارهای اوجی تالار و آسیابسر و مجاورت جنگل به جای مانده به مساحت تقریباً پانزده هکتار چشم‌انداز خوبی به منطقه خصوصاً در غروب تابستان می‌دهد. آبندان به همت مردی از اوجی تالار بنام عظیم کریمی بازسازی شده و محفوظ مانده‌است.